# Édouard Fétis
Pour les articles homonymes, voir Fétis.
Édouard Fétis, né à Bouvignes en 1812 et mort à Bruxelles en 1909, est un historien de l'art, un historien de la musique, un critique et un bibliothécaire belge, fils du musicologue François-Joseph Fétis.

## Biographie
Formé dans son milieu familial et par la fréquentation des érudits, Édouard Fétis commença sa carrière littéraire à dix-sept ans par des articles dans la Revue musicale belge fondée par son père.
Édouard Fétis fut conservateur en chef de la Bibliothèque royale de Belgique de 1887 à 1904.

## Publications
- 1846 : édition de la Légende de Saint Hubert
- 1847 : Description des richesses artistiques de Bruxelles
- 1848 : Splendeurs de l'art en Belgique (avec Moke et Van Hasselt)
- 1849-1854 : Les Musiciens belges
- 1857-1865 : Les Artistes belges à l'étranger
- 1864 : Catalogue descriptif et historique du Musée royal de Belgique (Bruxelles), précédé d'une notice historique sur sa formation et sur ses accroissements
- 1872 : L'Art dans la société et dans l'État
- 1889 : Catalogue descriptif et historique des tableaux anciens (Musées royaux de peinture et de sculpture de Belgique)